# عزلة بني سعيد (ريمة)
عزلة بني سعيد هي إحدى عزل مديرية الجعفرية في محافظة ريمة اليمنية ويبلغ تعداد سكانها 7523 نسمة حسب التعداد السكاني في اليمن لعام 2004.

## قرى عزلة بني سعيد
| القرى        | المحلات التابعة لها |
| ------------ | ------------------- |
| مكيم         |                     |
| اللمهيل      |                     |
| الشرفة       |                     |
| جبل أسود     |                     |
| علوجة        |                     |
| عبثاء        |                     |
| مضناي السرير |                     |
| الشرفة       |                     |
| كعز          |                     |